# Protocotylus
Protocotylus és un gènere de triclàdide dendrocèlid. Les tres espècies conegudes de Protocotylus habiten al llac Baikal, Sibèria, Rússia.